# Tsegaye Mekonnen
Pour les articles homonymes, voir Mekonnen.
Tsegaye Mekonnen, né le 15 juin 1995, est un athlète éthiopien, spécialiste des courses de fond. 

## Biographie
Il se classe cinquième du 5 000 mètres lors des Championnats du monde juniors de 2012, à Barcelone. En septembre 2013, il établit le temps de 1 h 2 min 41 s lors du semi-marathon de Porto.
En janvier 2014, alors qu'il dispute son premier marathon, il remporte à dix-huit ans seulement le Marathon de Dubaï, établissant à cette occasion la meilleure performance junior de tous les temps sur la distance en 2 h 4 min 32 s,.

### Palmarès
| Date | Compétition                   | Lieu      | Résultat | Épreuve          | Temps          |
| ---- | ----------------------------- | --------- | -------- | ---------------- | -------------- |
| 2012 | Championnats du monde juniors | Barcelone | 5e       | 5 000 m          | 13 min 44 s 43 |
| 2012 | Corrida Bulloise              | Bulle     | 1er      | Course populaire | 23 min 7 s     |
| 2014 | Marathon de Dubaï             | Dubaï     | 1er      | Marathon         | 2 h 4 min 32 s |

### Records
| Épreuve       | Performance    | Lieu           | Date            |
| ------------- | -------------- | -------------- | --------------- |
| 5 000 m       | 13 min 44 s 43 | Barcelone      | 14 juillet 2012 |
| Semi-marathon | 1 h 1 min 5 s  | Ras Al Khaimah | 13 février 2015 |
| Marathon      | 2 h 4 min 32 s | Dubaï          | 24 janvier 2014 |